# Studenten voor Leiden (SVL)
Studenten voor Leiden (SVL, "Estudiantes para Leiden") es un partido estudiantil local en la ciudad neerlandesa de Leiden. El partido político fue fundado en 2020. En las elecciones municipales de 2022, Studenten voor Leiden ganó dos escaños en el concejo municipal.

## Historia
En 2019, surgieron los primeros planes para establecer un partido estudiantil en Leiden debido al descontento con la política de alojamiento para estudiantes de la municipalidad. En el verano de 2020, se fundó "Studenten voor Leiden" con el objetivo de participar en las elecciones municipales neerlandesas de 2022. En estas elecciones, el partido logró obtener dos escaños en el ayuntamiento. Mitchell Wiegand Bruss fue su líder de lista. El exconcejal del VVD Pieter van Woensel fue uno de los candidatos en la lista. Anteriormente, estuvo involucrado en la fundación de "Student en Stad" en Groninga.

## Resultados de las elecciones
| Año electoral | Líder de lista         | cantidad de votos | % de votantes | Número de escaños obtenidos | Coalición/Oposición |
| ------------- | ---------------------- | ----------------- | ------------- | --------------------------- | ------------------- |
| 2022          | Mitchell Wiegand Bruss | 3,122             | 5.66          | 2/39                        | Oposición           |